# 芬蘭廣播公司芬蘭電台
芬蘭廣播公司芬蘭電台（芬蘭語：Yle Radio Suomi）是芬蘭廣播公司一條於1990年開播的公共電台頻道，主要播放體育、音樂、新聞、Phone-in和地區節目。這條頻道是芬蘭全國其中一個擁有較高收聽率的電台，2013年至2014年期間的收聽率約為33%。